# 理財
理財（りざい）は、「経済」の類語。かつて存在した大学の学科・学部のひとつである「理財（学）科」についても記述する。

## 理財
「理財」は「理在」とも書き、「財産を有利に運用する」という意味で、五経の一つ『易経』繋辞伝上にも登場する古い漢語であり日本でも古くから使われていた。例えば幕末に藩政改革を成し遂げた備中松山藩の山田方谷は『理財論』という論文を書き、「それ善く天下のことを制する者は、事の外に立ちて、事の内に屈せず」「義を明らかにして利を計らず」と述べ、数字にとらわれず大局的見地から事に当たるべきであり、義（人として歩むべき正しい道）を明らかにすれば、利は後から付いてくる、と説いている。
これに対し類語の「経済」は「経世済民」（世を経（おさ）め民を済（すく）う）の略語で、同じく中国古典に由来するが、「理財」と比べてより広範で、政治的・倫理的な意味あいが強く、幕末以来、古典派経済学における"political economy"の訳語（経済学）として用いられ、神田孝平・福沢諭吉らの翻訳書・著作によって普及した（当該項目参照）。しかしヨーロッパにも経済学に対する用語としては、political economyのほかにeconomicsとの2つがあり、いずれも同じ科学としての経済学を現わすが、前者は古くからの慣用語でありいっそう広義に使われることがあるため、より厳密な"economy"についての学を意味するときには「理財学」の訳語を使う場合があった。しかし「経済（学）」の語がエコノミー（もしくはエコノミクス）の訳語として普及するにつれ次第に「理財（学）」は使われなくなっていった。現在「理財」の語は財務省理財局など、ごく限定された使用に止まっている。

## 理財（学）科
大学の学科名として「理財学」の名が初めて用いられたのは、1879年（明治12年）に東京大学が、文学部第一科を「哲学政治学及び理財学科」と改称し、「経済学」の講義を「理財学」の名で行った時からである。この時点で「理財学科」は哲学科・政治学科とともに文学部に属していたが、1885年12月、政治学科とともに法学部に移管された（これにより同・法学部は一時「法政学部」と改称した）。ついで1888年に専修学校（現・専修大学）が、経済科を「理財科」と改称している。
そして1890年に発足した慶應義塾大学部では文学科・法律科と並んで理財科が設置され、1903年には学内研究団体としての「理財学会」が発足、理財科の名称は1920年（大正9年）、大学令による慶應義塾大学（経済学部）発足まで存続した。「経済（学）」の訳語の普及に貢献した福沢が敢えて学科名として「理財（学）」の名を採用した点については、先述した「理財」という語の実学的意味あいを重視し、「経世済民」という規範的なニュアンスを持つ「経済（学）」を避けたのではないかという推測がある。